# آزيتا راجي
آزيتا راجي (بالإنجليزية: Azita Raji)‏ (و. 1961 – م)هي دبلوماسية من الولايات المتحدة الأمريكية، إيران. ولدت في طهران .